# Sint-Aloysiuskerk (Utrecht)
De Sint-Aloysiuskerk is een rooms-katholiek kerkgebouw in de Nederlandse stad Utrecht, in de subwijk/buurt Abstede in de wijk Oost. De kerk is gewijd aan de heilige Aloysius.

## Voorgeschiedenis
In de periode van ca. 1600 tot 1715 was in een schuur aan de Abstederdijk een schuilkerk gevestigd onder de naam "Statie onder het Kruis" (nu de boerderij op nummer 188). In 1715 verhuisde de statie naar de Oudegracht en werd het de voorloper van de Martinuskerk. Bij de officiële oprichting van de Martinusparochie in 1856 viel Abstede ook hieronder. Op dat moment wonen er nog vooral tuinders en hoveniers. Vanwege bevolkingsgroei en stadsuitbreiding ontstond de behoefte voor een eigen parochie voor Abstede. In de periode 1904-1907 troffen de Jezuïeten voorbereiding hiervoor. Zij lieten in deze periode een kerk bouwen aan de Abstederdijk 301, tegenover de boerderij waar twee eeuwen eerder de schuilkerk was. In 1907 wordt de Aloysiusparochie officieel opgericht en afgesplitst van de Martinusparochie.
Door grootschalige stadsuitbreidingen in de jaren twintig van de twintigste eeuw, werd het kerkje snel te klein. Als in 1924 werd de nieuwe kerk in gebruik wordt genomen, wordt het oude kerkje een verenigingshuis onder de naam Aloysiushuis. Na 1975 is dit pand afgebroken.

## Bouw van de kerk
Met de uitbreidingsplannen van de stad werden plannen ook gemaakt voor de nieuwbouw van een veel grotere kerk aan de Adriaen van Ostadelaan. Deze kerk - naar een ontwerp van Hendrik Willem Valk - kwam in 1924 gereed. De kerk heeft een zeshoekige vorm, welke vorm terugkomt in de vierentwintig meter hoge koepel, die wordt gesteund door zes pilaren. Veel van de versieringen, zoals een aantal mozaïeken van Heiligen en de Kruiswegstaties zijn vervaardigd door Willem Wiegmans. Het uit 1810 daterende tweeklaviers orgel is afkomstig uit de gesloopte Onze-Lieve-Vrouw-ten-Hemelopnemingkerk (Biltstraatkerk). Het is een rijksmonument dat werd vervaardigd door Abraham Meere. Eind 19e eeuw is het orgel aangepast door Michaël Maarschalkerweerd. Het kerkgebouw is een gemeentelijk monument. De naastgelegen pastorie is dat eveneens.
De kerk bood oorspronkelijk plaats aan 1200 gelovigen. Bij de laatste herinrichting is dit aantal teruggebracht tot 400. De kerk heeft twee klokken. De eerdere klokken werden in 1943 door de Duitsers in beslag genomen. De huidige klokken dragen de namen van Aloysius en Gerardus. Aloyisuys heeft een gewicht van 208 kg en draagt een opschrift uit psalm 94: Venite, exsultemus Domino, jubilemus deo, salutari nostro (Komt laat ons jubelen voor de heer, juichen voor God onze Heiland); Gerard weegt 131 kg en heeft als opschrift: Ave Maria, gratia plena (Wees gegroet Maria, vol van genade).
De Aloysiuskerk maakte deel uit van de Katholieke Kerkgemeenschap Utrecht Oost, waartoe ook de Onze-Lieve-Vrouw ten Hemelopnemingkerk in Buiten Wittevrouwen en de Heilig Hartkerk in Oudwijk behoorden. In 2010 fuseerde de Aloysiuskerk met vier andere kerken in Utrecht tot de Martinusparochie.
De Bossche bisschop Gerard de Korte werd in deze kerk tot priester gewijd.

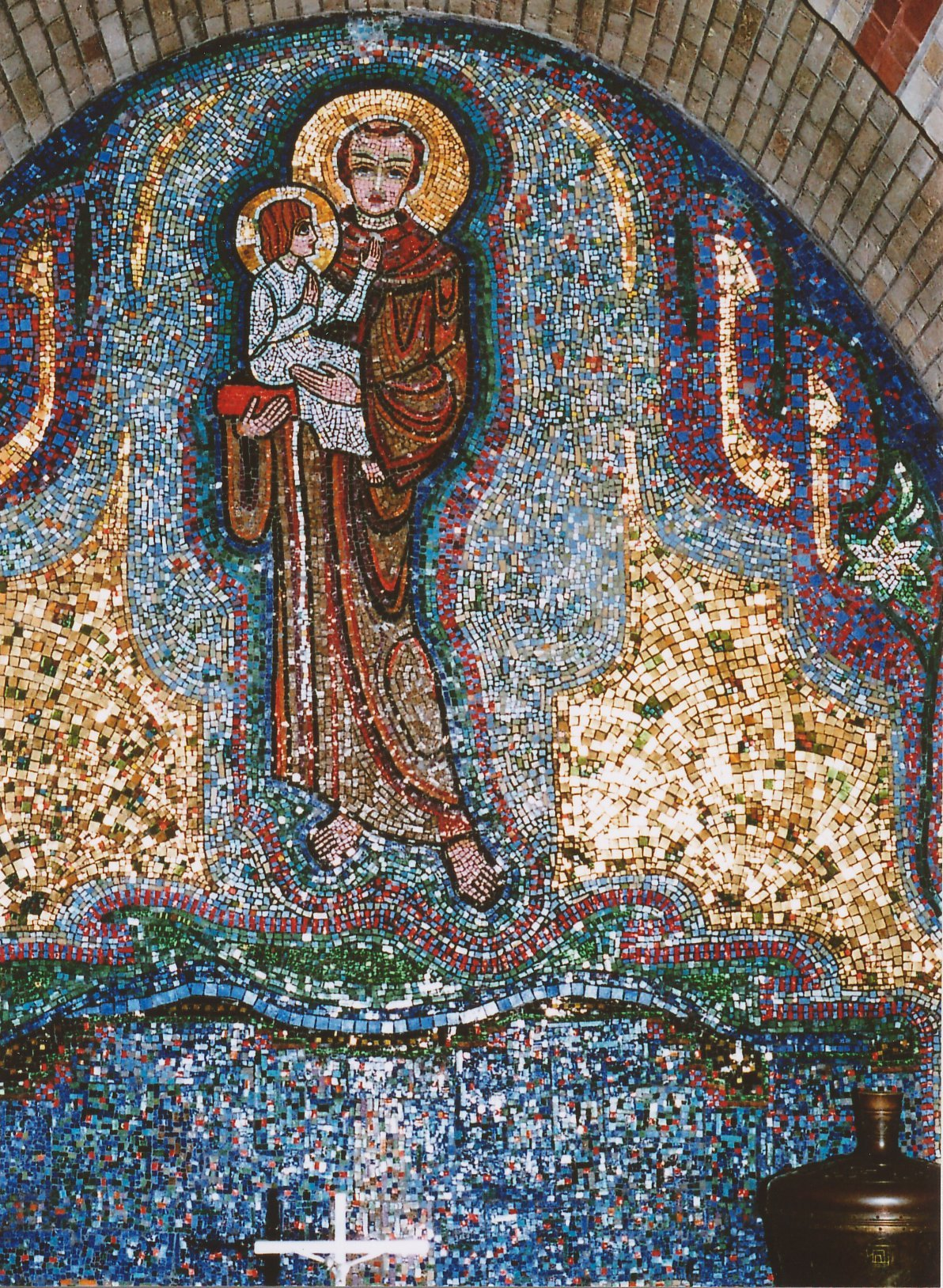
Mozaïek voorstellende de H. Antonius, van Willem Wiegmans in de Sint-Aloysiuskerk

Historische kerkgebouwen:
Sint-Augustinuskerk · Buurkerk · Sint-Catharinakathedraal · Domkerk · Doopsgezinde kerk · Geertekerk · Jacobikerk · Jacobuskerk · Janskerk · Kerkenkruis · Lutherse Kerk · Mariakerk · Maria Minor · Nicolaïkerk · Pieterskerk · Sint-Gertrudiskathedraal · Sint-Martinuskerk · Sint-Salvatorkerk · Sint-Willibrordkerk · Westerkerk

Overige kerkgebouwen:
Adventkerk · Bethelkerk · Blijde Boodschapkerk · Gerardus Majellakerk · Heilig Hartkerk · Holy Trinity Church · H. Johannes de Doper en H. Bernarduskerk · Johanneskerk · Mattheüskerk · Nieuwe Kerk · Sint-Aloysiuskerk ·Sint-Antoniuskerk · Sint-Dominicuskerk · Sint-Gertrudiskerk · Sint-Jacobuskerk · Sint-Josephkerk · Sint-Rafaëlkerk · Stefanuskerk · Tuindorpkerk · Wederkomst des Herenkerk · Wilhelminakerk · Willem de Zwijgerkerk

Deels gesloopte kerken:
Oranjekerk

Gesloopte kerken:
Christus Koningkerk · Begijnekerk · Heilig Kruiskapel · Johannes de Doperkerk  · Julianakerk · Lucaskerk · Onze-Lieve-Vrouw-van-Goede-Raadkerk · 
Onze-Lieve-Vrouw-ten-Hemelopnemingkerk · Oosterkerk · Sint-Bernarduskerk · Sint-Dominicuskerk (Walsteegkerk) · Sint-Ludgeruskerk · Sint-Monicakerk · Sint-Nicolaaskerk · Sint-Pauluskerk · Sint-Salvatorkerk · Vaartkerk · Zuiderkerk

Voormalige kerken:
Emmaüskerk · Noorderkerk · Leeuwenbergkerk · Sint-Isidoruskerk

Lijst van kerken in Utrecht